# Catedral de Schwerin
La Catedral de Schwerin (en alemán: Schweriner Dom) es una catedral evangélica luterana situada en la ciudad de Schwerin, Alemania. Está dedicada a la virgen María y a San Juan Evangelista. Junto con la Iglesia de Santa María en Lübeck y la Iglesia de San Nicolás en Stralsund, es uno de los más tempranos ejemplos de arquitectura del gótico báltico (gótico de ladrillos).
Fue construida tras trasladarse aquí la sede del Obispado de los Abodritas, establecida por Enrique el León, desde la antigua ciudad de Mecklenburg a finales del siglo XII. La primera catedral fue construida de madera. La primera piedra de la catedral de piedra del Obispado Principesco de Schwerin fue dispuesta en 1172. Después de un periodo de construcción de setenta y seis años, fue consagrada en 1248. Durante la Reforma en 1524, fue confiscada de manos de la Iglesia Católica y entregada a los Luteranos. Ahora es la sede del Obispo de la Iglesia Evangélica Luterana de Mecklemburgo. 
En 1222 el Conde Enrique de Schwerin retornó de una cruzada con un relicario de la Sangre Santa, una supuesta gota de la sangre de Cristo contenida en una joya. Esta fue colocada en la catedral, y fue causa de convertirse en lugar de peregrinaje.
Durante el siglo XIV la nave y el crucero fueron completados, así como los edificios capitulares. Al final del siglo XV se terminó el claustro en la parte norte.
La torre, de 117,5 metros de altura, fue construida entre 1889 y 1893. Es la torre de iglesia más alta en el estado de Mecklemburgo-Pomerania Occidental.

## Enterrados
- Ana de Brandeburgo, Duquesa de Mecklemburgo (1507-1567)
- Ana Sofía de Prusia (1527-1591)
- Cristóbal, Duque de Mecklemburgo (1537-1592)

## Galería

Catedral de Schwerin
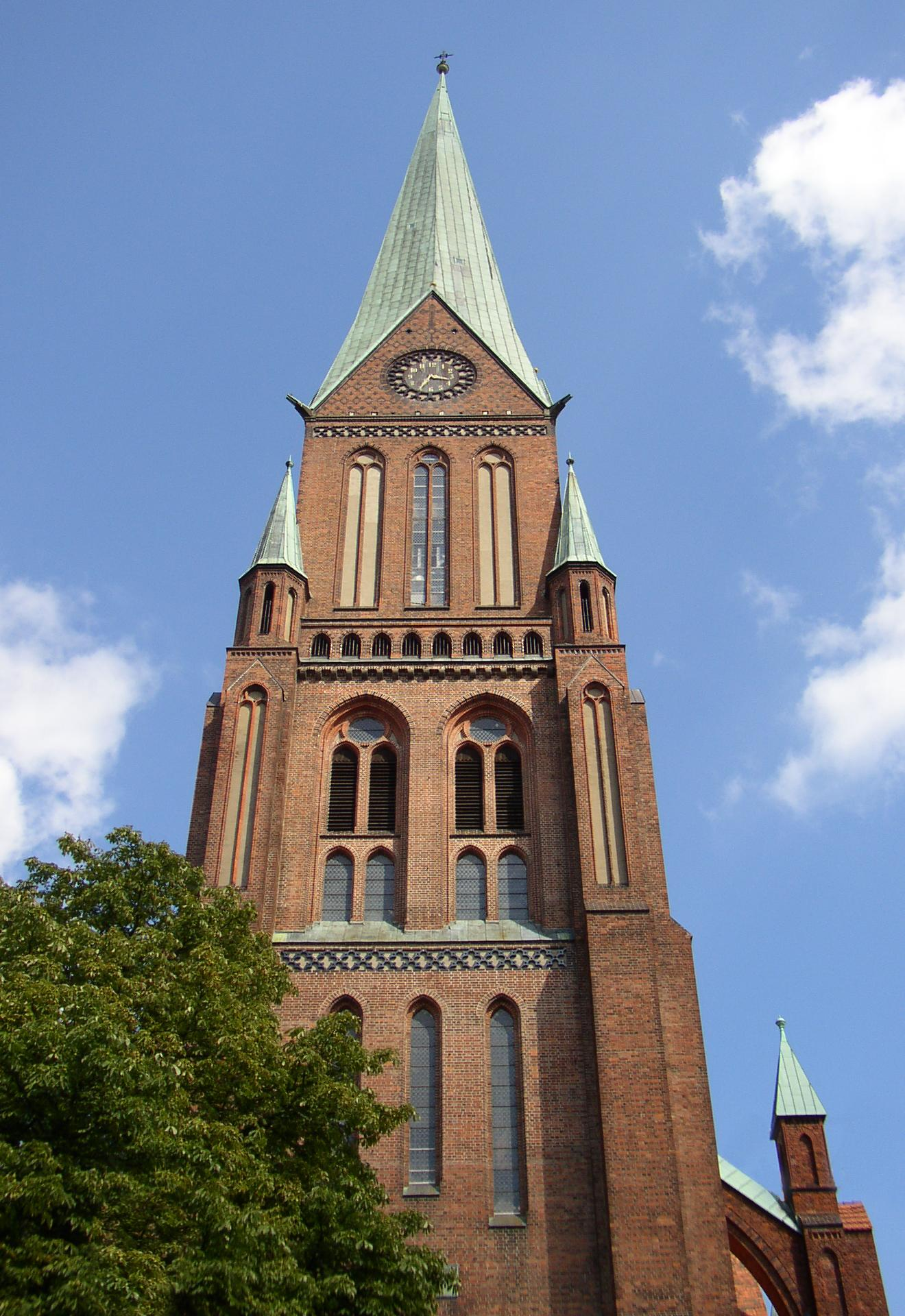
La torre
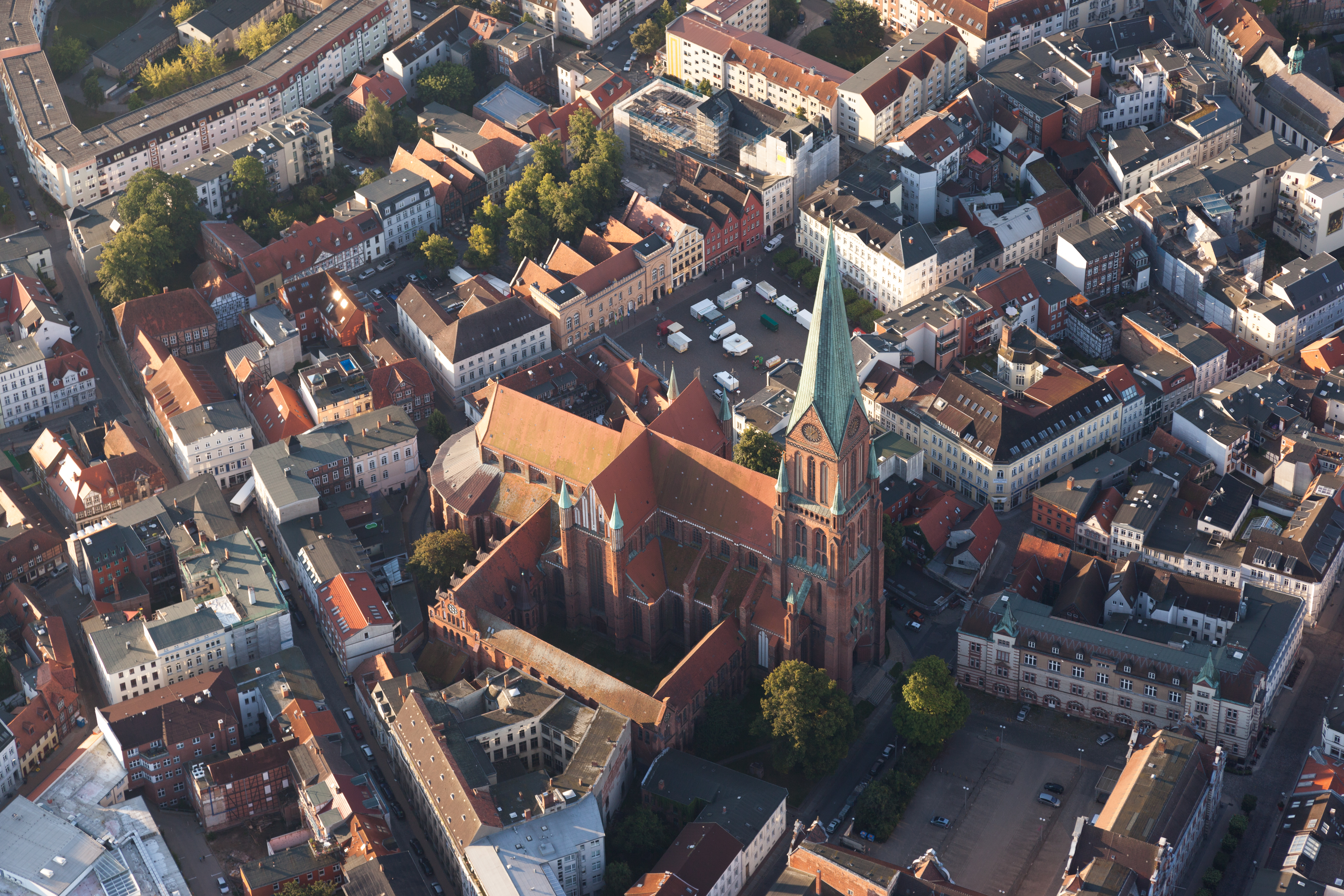
Vista aérea
La Nave
Retablo